# Topetinho-vermelho
Colibri-de-leque-barrado ou topetinho-vermelho (nome científico: Lophornis magnificus), também conhecido como beija-flor-de-coleira, beija-flor-magnífico, beija-flor-topetinho-vermelho ou colibri-de-leque-barrado, é uma espécie de ave da família Trochilidae (beija-flores).
Apenas pode ser encontrada no Brasil.
Os seus habitats naturais são: florestas subtropicais ou tropicais húmidas de baixa altitude e florestas secundárias altamente degradadas.

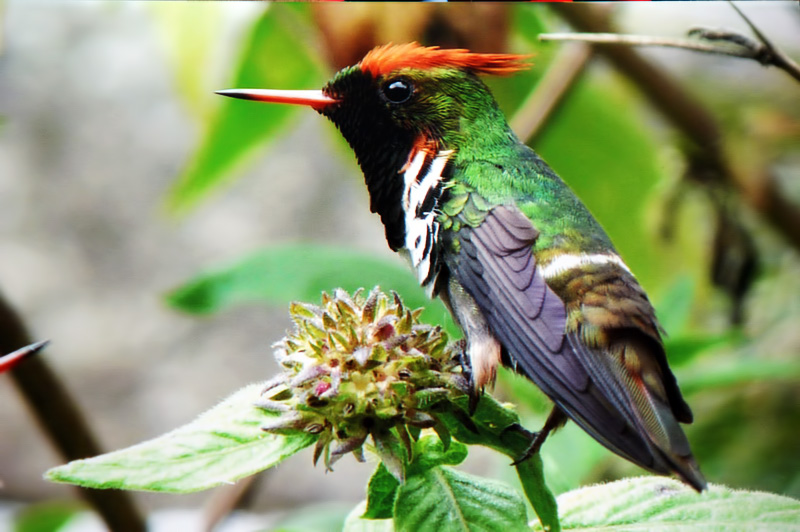
Topetinho-vermelho (Lophornis magnificus)